# بول مايرز
بول مايرز (بالإنجليزية: Paul Myers)‏ هو دي جيه ومنتج أسطوانات وملحن بريطاني، ولد في 1967.